# Blangy-sur-Bresle
Blangy-sur-Bresle är en kommun i departementet Seine-Maritime i regionen Normandie i norra Frankrike. Kommunen ligger i kantonen Blangy-sur-Bresle som tillhör arrondissementet Dieppe. År 2022 hade Blangy-sur-Bresle 2 844 invånare.

## Befolkningsutveckling
Antalet invånare i kommunen Blangy-sur-Bresle
| Referens: INSEE |